# Cullen Carr
 (décembre 2023).
Pour les articles homonymes, voir Carr.
Cullen Carr est un acteur, réalisateur, scénariste et producteur américain né le 2 août 1980 à Ashland, Alabama (États-Unis).

## Filmographie

### comme acteur
- 2002 : Johnny Flynton (en) : Army Buddy
- 2004 : In Defense of Lemmings (vidéo) : Interviewer
- 2004 : Gettysburg: Three Days of Destiny (vidéo) : Captain Hillyer (voix)
- 2004 : Alice's Misadventures in Wonderland : Kat
- 2004 : Deadly Squids from Beyond Saturn : General McMillan
- 2005 : Torture Me No More (vidéo) : Chancey
- 2006 : Golden Age (en) : Burton

### comme réalisateur
- 2006 : Golden Age (en)

### comme scénariste
- 2006 : Golden Age (en)

### comme producteur
- 2006 : Golden Age (en)